# 喬納森·奧索里奧
喬納森·奧索里奧（英語/西班牙語：Jonathan Osorio；1992年6月12日—）是一名加拿大足球員，司職中場。

## 生平

### 俱樂部生涯
奥索里奥的职业生涯始于2012年加拿大足球联赛的SC多倫多。凭借成功的处子赛季，他获得了加拿大足球联赛年度最佳新人奖。
自2013年起，奥索里奥一直在多倫多FC一队效力。

### 國家隊生涯
2011年，奧索里奧入選加拿大U-20國青隊，並隨隊出征在危地馬拉舉行的中北美洲錦標賽。
2013年5月，奧索里奧第一次入選加拿大男足大名單，參加一週後對陣哥斯達黎加的友誼賽。奧索里奧在比賽第70分鐘接替薩謬耶爾·皮耶特上場，完成大國家隊首秀。
2013年和2015年，奧索里奧都入選當年加拿大男足出戰中北美金盃的大名單。
2017年6月27日，奧索里奧在加拿大男足對陣百慕達的友誼賽中攻入個人第一顆國家隊入球。
2021年10月7日，世預賽中北美賽區第三輪，加拿大男足作客挑戰墨西哥。奧索里奧在下半場為加拿大攻入扳平比分的一球，協助加拿大以1-1逼和墨西哥。這是自1980年以來，加拿大男足首次在阿茲特克體育場攻破墨西哥男足的大門。

### 個人生活
奧索里奧的父母都是哥倫比亞人。